# Anomalophylla hispidulosa
Anomalophylla hispidulosa är en skalbaggsart som beskrevs av Ahrens 2005. Anomalophylla hispidulosa ingår i släktet Anomalophylla och familjen Melolonthidae. Inga underarter finns listade i Catalogue of Life.